# رقابة السلاح
السيطرة على الاسلحة (أوتنظيم الأسلحة النارية) هي مجموعة القوانين أو السياسات التي تنظم تصنيع الأسلحة النارية أو بيعها أو نقلها أو حملها أو تعديلها أو استخدامها من المدنيين
معظم البلدان لديها سياسة توجيهية مقيدة للأسلحة النارية، مع عدد قليل فقط من التشريعات التي تم تصنيفها على أنها متساهلة.عادة ما تقيد السلطات القضائية التي تنظم الوصول إلى الأسلحة النارية الوصول إلى فئات معينة فقط من الأسلحة النارية ومن ثم تقييد فئات الأشخاص الذين سيتم منحهم ترخيصًا للوصول إلى سلاح ناري في بعض البلدان مثل الولايات المتحدة، قد يتم تشريع مراقبة الأسلحة على المستوى الفيدرالي أو على مستوى الولاية المحلية

## المصطلحات والسياق
تشير مراقبة الأسلحة إلى التنظيم المحلي لتصنيع الأسلحة النارية وتجارتها وحيازتها واستخدامها ونقلها، وتحديداً فيما يتعلق بفئة الأسلحة المشار إليها باسم الأسلحة الصغيرة المسدسات والمسدسات ذاتية التحميل والبنادق والبنادق القصيرة والبنادق الهجومية والمدافع الرشاشة
يتم احيانا استخدام مصطلع مراقبه الاسلحه في السياسة ويفضل منع المؤيدين للتشريع بدلا من استخدام مصطلحات مثل منع العنف وسلامه السلاح أو تنظيم الاسلحه الناريه أو غير القانونيه أو الوصول الجنائى للأسلحة
في عام 2007، تشير التقديرات إلى وجود حوالي 875 مليون قطعة سلاح صغير في أيدي المدنيين ووكالات إنفاذ القانون والقوات المسلحة على مستوى العالم ومن بين هذه الأسلحة النارية، يمتلك المدنيون 650 مليون قطعة سلاح، أو 75٪ من نسبة الحاملون للاسلحة المدنيون الأمريكيون يمثلون 270 مليون من هذا المجموع كما تسيطر القوات العسكرية الحكومية على 200 مليون آخرين تمتلك وكالات إنفاذ القانون حوالي 26 مليون قطعة من الأسلحة الصغيرة الجماعات المسلحة من غير الدول لديها حوالي 1.4 مليون سلاح ناري أخيرًا، يمتلك أعضاء العصابة ما بين 2 و 10 ملايين قطعة سلاح صغير تشكل ترسانات الأسلحة الصغيرة للجماعات والعصابات المسلحة من غير الدول مجتمعة 1.4٪ من الإجمالي العالمي 
غير بعض الاستثناءات، تسمح معظم دول العالم للمدنيين بحيازة الأسلحة النارية وفقًا لقيود معينة وجدت دراسة (2011) من 28 دولة في القارات الخمس أن التمييز الرئيسي بين الأنظمة الوطنية المختلفة لتنظيم الأسلحة النارية هو ما إذا كان يُنظر إلى ملكية الأسلحة المدنية على أنها حق أو امتياز توصلت الدراسة، إلى أن كلا من (الولايات المتحدة) و (اليمن) كانا مختلفين عن الدول الأخرى التي شملها الاستطلاع في النظر إلى امتلاك الأسلحة النارية كحق أساسي للمدنيين وفي وجود أنظمة أكثر تساهلاً لملكية الأسلحة المدنية في البلدان المتبقية المدرجة في العينة، تعتبر ملكية المدنيين للأسلحة النارية امتيازًا، وبالتالي فإن التشريع الذي يحكم حيازة الأسلحة النارية أكثر تقييدًا.

### التنظيم الدولي والإقليمي للأسلحة النارية المدنية
وعلى الصعيدين الدولي والإقليمي، ميل الاهتمام الدبلوماسي إلى التركيز على الاتجار غير المشروع عبر الحدود بالأسلحة الصغيرة بوصفه مجالا يثير قلقا خاصا بدلا من تنظيم الأسلحة النارية المملوكة للمدنيين. غير أن المجلس الاقتصادي والاجتماعي التابع للأمم المتحدة اعتمد، في منتصف التسعينات، سلسلة من القرارات المتعلقة بالملكية المدنية للأسلحة الصغيرة. ودعت هذه القرارات إلى تبادل البيانات عن النظم الوطنية لتنظيم استخدام الأسلحة النارية وإلى الشروع في دراسة دولية لهذه المسألة. وفي تموز/يوليه 1997، أصدر المجلس الاقتصادي والاجتماعي قرارا أكد فيه على مسؤولية الدول الأعضاء في الأمم المتحدة عن تنظيم الملكية المدنية للأسلحة الصغيرة بكفاءة وحثها على ضمان أن تشمل أطرها التنظيمية الجوانب التالية: سلامة الأسلحة النارية وتخزينها؛ العقوبات المفروضة على حيازة الأسلحة النارية وإساءة استعمالها بصورة غير مشروعة؛ نظام ترخيص لمنع الأشخاص غير المرغوب فيهم من امتلاك أسلحة نارية؛ الإعفاء من المسؤولية الجنائية لتشجيع المواطنين على تسليم الأسلحة غير القانونية أو غير المأمونة أو غير المرغوب فيها؛) ونظام لحفظ السجلات لتعقب الأسلحة النارية المدنية.
في عام 1997، نشرت الأمم المتحدة دراسة تستند إلى بيانات مسح الدول الأعضاء بعنوان دراسة الأمم المتحدة الدولية حول تنظيم الأسلحة النارية التي تم تحديثها في عام 1999. كان القصد من هذه الدراسة البدء في إنشاء قاعدة بيانات عن اللوائح المتعلقة بالأسلحة النارية المدنية سيديرها مركز الجريمة الدولية
على الرغم من أن هذه القضية لم تعد جزءًا من النقاش حول سياسة الأمم المتحدة، إلا أنه منذ عام 1991، كانت هناك ثماني اتفاقيات إقليمية تضم 110 دولة فيما يتعلق بجوانب حيازة الأسلحة النارية المدنية
اعتمد إعلان باماكو في مدينة باماكو، مالي، في 1 ديسمبر 2000 من قبل ممثلي الدول الأعضاء في منظمة الوحدة الأفريقية وتوصي أحكام هذا الإعلان الموقعين بأن يعتبروا الحيازة غير القانونية للأسلحة الصغيرة والأسلحة الخفيفة جريمة جنائية بموجب القانون الوطني في بلدانهم

## الدراسات
غالبًا ما يُستشهد بالمعدلات المرتفعة للوفيات والإصابات التي تسببها الأسلحة النارية باعتبارها الدافع الأساسي لسياسات التحكم في الأسلحة ووجدت مراجعة نقدية للمجلس القومي للبحوث عام 2004 أنه في حين أن بعض الاستنتاجات القوية مبررة من البحث الحالي، فإن حالة معرفتنا سيئة بشكل عام نتيجة ندرة البيانات ذات الصلة هي أن التحكم في الأسلحة هو أحد أكثر الموضوعات خطورة في السياسة الأمريكية ولا يزال العلماء في طريق مسدود بشأن مجموعة متنوعة من القضايا
والجدير بالذكر أنه منذ عام 1996، عندما تم إدراج تعديل ديكي لأول مرة في مشروع قانون الانفاق الاتحادي المتحدة  وقد تم حظر الولايات مراكز السيطرة على الأمراض والوقاية منها من استخدام التمويل الفيدرالي في «الدعوة أو تعزيز السيطرة على السلاح»، إحباط البحوث العنف المسلح في الوكالة في ذلك الوقت.  وقال مؤلف توفير التمويل أن هذا كان الإفراط في التفسير ولكن التعديل لا تزال لديها تأثير تقشعر لها الأبدان وقف فعال الممولة اتحاديا ذات الصلة سلاح ناري الأبحاث 121 منذ التعديل، واصلت علي مركز السيطرة علي الامراض إلى العنف المسلح البحوث ونشر دراسات حول هذا الموضوع   وكذالك انخفض تمويلها لهذا البحث بنسبة 96٪ منذ عام 1996، وفقا لرؤساء البلديات ضد القانون البنادق.  ووفقا لمتحدث باسم مركز السيطرة علي الامراض لديها التمويل المحدود ولم تنتج أي دراسة شاملة تهدف إلى الحد من العنف المسلح منذ عام 2001
وجد الاستعراض الذي اجري عام 1998 أن معدلات الانتحار انخفضت بشكل عام بعد سن قوانين مراقبة الأسلحة، واستنتجت أن النتائج تدعم تدابير مراقبة السلاح كاستراتيجية لخفض معدلات الانتحار.
وجدت مراجعة أجريت عام 2016 أن القوانين التي تحظر الأشخاص بموجب أوامر تقييدية بسبب إدانات العنف الأسري من الوصول إلى الأسلحة ارتبطت بـ «انخفاض جرائم قتل الشريك الحميم»
حددت مراجعة أخرى لعام 2016 ان 130 دراسة تتعلق بالقوانين المقيدة للأسلحة النارية ووجدت أن تنفيذ العديد من هذه القوانين في وقت واحد كان مرتبطًا بانخفاض عدد الوفيات المرتبطة بالأسلحة النارية. 
وفقًا لدراسة أجرتها الأمم المتحدة عام 2011، بعد تحديد عدد من المشكلات المنهجية، ذكرت أنه «على الرغم من هذه التحديات، تميل مجموعة كبيرة من المؤلفات إلى الإشارة إلى أن توافر الأسلحة النارية يمثل في الغالب عامل خطر وليس عاملاً وقائيًا للقتل. وعلى وجه الخصوص، يميل عدد الدراسات الكمية إلى إثبات وجود ارتباط بين انتشار الأسلحة النارية والقتل»  

### الولايات المتحدة

تظهر دراسات متعددة أنه في الأماكن التي يسهل فيها الوصول إلى الأسلحة النارية ، تميل الوفيات المرتبطة بالأسلحة النارية إلى أن تكون أكثر تواترًا ، بما في ذلك الانتحار والقتل والإصابات غير المقصودة

#### دراسات مستعرضة
في عام 1983، وجدت دراسة مقطعية لجميع الولايات الأمريكية الخمسين أن الولايات الست التي لديها أكثر قوانين الأسلحة صرامة (وفقًا للرابطة الوطنية الأمريكية للسلاح) لديها معدلات انتحار أقل بنحو 3/100000 شخص مقارنة بالولايات الأخرى، وأن هذه كانت معدلات الانتحار في الولايات 4 / 100,000 شخص أقل من نظيراتها في الولايات التي لديها أقل قوانين تقييد استخدام الأسلحة النارية.
أُجريت دراسه عام 2003 نُشرت في المجلة الامريكيه للطب الوقائى في تقييد قوانين الاسلحه ومعدلات الانتحار لدى الرجال والنساء في الولايات المتحدة الخمسين، ووجد ان الولايات التي كانت قوانينها المتعلقة بالاسلحه أكثر تقييدًا لديها معدل انتحار اقل بين الجنسين. وفي عام 2004 وُجدت دراسه أخرى ان تأثير قوانين الاسلحه على جرائم القتل المرتبطة بالاسلحه كانت محدودة، وتناولت دراسة أخرى في عام 2005 في جميع الولايات المتحدة الخمسين وفي مقاطعه كولومبيا، وجد ان لا توجد قوانين اسلحه متعلقه بإنخفاض حالات القتل أو الانتحار لكن«القضية» المتعلقه بحيازه الاسلحه الخفيه قد ترتبط بزياده معدلات جرائم القتل باستخدام الاسلحه الناريه.
وُجدت دراسه عام 2011 ان قوانين تنظيم الاسلحه الناريه في الولايات المتحده لها "تأثير رادع كبير على انتحار الذكور
وُجدت دراسه أُجريت عام 2013 انه في الولايات المتحدة «يرتبط عدد كبير من قوانين الاسلحه الناريه في الولاية بإنخفاض معدل الوفيات الناجمه عن الاسلحه الناريه» ونشرت دراسه عام 2016 في مجله لانسيت (the lancet) انه من بين 25 قانونًا تمت دراسته، وخلال هذه الفترة الزمنيه التي تم فحصها (2008-2010) وارتبطت تسعة منها بإنخفاض معدل الوفيات بالاسلحه الناريه (تشمل القتل والانتحار) ولسبعة منها ارتباطًا غير حاسما، كانت القوانين الثلاثة الأكثر ارتباطا بخفض نسبه الوفيات الناجمه من الأسلحة النارية هي القوانين التي تتطلب إجراء فحوصات شامله عامة، والتحريات حول الخلفية لمبيعات الذخيرة، وتحديد الأسلحة الناريه. التي قد تؤثر على الوفيات المرتبطة بالأسلحة النارية بصرف النظر عن قوانين السيطرة في الأسلحة، واستخدام 29 متغيرًا توضيحيًا في التحليل
تحتوي الدراسات الأخرى التي تقارن قوانين مراقبة الأسلحة في ولايات أمريكية مختلفة دراسة أجريت عام 2015 والتي وجدت أنه في الولايات المتحدة، يرتبط «تشريع الدولة الأكثر صرامة للأسلحة النارية بمعدلات تفريغ أقل» لإصابات السلاح غير المميتة.وجدت دراسة عام 2014 نظرت أيضًا في الولايات المتحدة أن الأطفال الذين يعيشون في ولايات ذات قوانين أكثر صرامة بشأن الأسلحة كانوا أكثر أمانًا. ووجدت دراسة أخرى تبحث تخصيصا في معدلات الانتحار في الولايات المتحدة أن قوانين المسدسات الأربعة التي تم فحصها (فترات الانتظار، والتحقق من الخلفية العامة، وإقفال الأسلحة، وأنظمة الحمل المفتوحة) ارتبطت بـ «معدلات انتحار مرتبطه بالأسلحة النارية المنخفضة بشكل ملحوظ ونسبة حالات الانتحار الناتجة عن الأسلحة النارية.» ووجدت الدراسة أيضًا أن جميع هذه القوانين الأربعة (باستثناء فترة الانتظار الأولى) ارتبطت بانخفاض في المعدل الإجمالي للانتحار.
و وجدت دراسة أخرى، نُشرت من  نفس العام، أن الدول التي لديها تصاريح شراء أو تسجيل أو قوانين ترخيص للمسدسات لديها معدلات انتحار عامة أقل، فضلاً عن معدلات انتحار أقل بالأسلحة النارية. وايضا وجدت دراسة عام 2014 أن الدول التي تطلب الترخيص والتفتيش من تجار السلاح ينزعون إلى انخفاض معدلات جرائم القتل بالأسلحة النارية.
1. ↑  Karp 2010.